# Atagema ornata
Atagema ornata is een slakkensoort uit de familie van de Discodorididae. De wetenschappelijke naam van de soort is voor het eerst geldig gepubliceerd in 1831 door Ehrenberg.